# わたしは、ダニエル・ブレイク
『わたしは、ダニエル・ブレイク』（I, Daniel Blake）は、ケン・ローチ監督、ポール・ラヴァーティ脚本による2016年のイギリス・フランスのドラマ映画である。出演はデイヴ・ジョーンズ、ヘイリー・スクワイアーズ、ディラン・マキアナン、ブリアナ・シャンらである。
第69回カンヌ国際映画祭でパルム・ドール、第69回ロカルノ国際映画祭で観客賞を獲得した。

## あらすじ
舞台はニューカッスル。仕事に就けない老齢の男性とシングルマザー家族の交流を軸に、社会から取りこぼされた人々が、非人間的かつ非効率的な国の制度によって人間としての尊厳を奪われ、押し潰される様を鋭く描く。
老齢を迎えたベテラン大工であったダニエルは、あるとき心臓発作が原因で倒れてしまう。職を失い、医師からは休職を命じられたため、役所に行き、失業給付金申請の為カウンセラーと面談をするものの、職務可能と判断されてしまい、給付金は下りずにいた。
そんな時にロンドンから引っ越して来たばかりのシングルマザー一家であるケイティ達と出会う。彼女達も道に迷って面会時間に遅れたために、非人間的で融通の効かない公務員たちの対応で、4週間ほど給付金の交付が降りない事が決まってしまう。
ダニエルは得意の大工仕事で、ケイティの借家を修理し、お互いに傷つきながらも家族同様に親睦を深めていく。そんな中、ケイティは子供達の為に万引きに手を染めるが事情を察した店の支配人に見過ごされる。
ダニエルも給付金交付の矛盾や、不慣れなパソコン操作前提の申請などにやきもきしながらの生活を続けるが、所々で制度への矛盾に対した怒りを発してうまくいかず、ついには家財道具をほぼ売り払わずにはいられなくなってしまう。
引き続き生活に窮したケイティは万引きで知り合った警備員の男性から紹介された売春の仕事に身をやつして糊口を凌ごうとし、ダニエルはそれを止めようとエスコートハウスに乗り込むが、ケイティはその説得を振り切る。
失業給付を得るため、架空の求職と面談を強いられることに役所の煩雑かつバカバカしい制度に茶番を感じダニエルは、役所の壁面に「私はダニエル・ブレイク、飢える前に申し立て日を決めろ！」と、落書きし、街の人々の快哉を受ける。
一人、家にこもるダニエルの元にケイティの娘、デイジーがやってくることを契機にダニエルとケイティの仲も修復される。ケイティの助けを受け、ダニエルは支援手当を受けるための不服申し立てのサポートの機会を得るが…
イギリスの社会保障の非人間的な制度と貧困の現実を、リアリティで鋭く批評した作品。

## キャスト
- デイヴ・ジョーンズ - ダニエル・ブレイク
- ヘイリー・スクワイアーズ（英語版） - ケイティ・モーガン
- ディラン・マキアナン - ディラン・モーガン
- ブリアナ・シャン - デイジー・モーガン
- ケイト・ラッター - アン
- シャロン・パーシー（英語版） - シェイラ
- ケマ・シカズウェ - チャイナ
- ガヴィン・ウェブスター - ジョー

## 製作
主要撮影は2015年10月にニューカッスル・アポン・タインとその周辺地域で始まった。製作はレベッカ・オブライエンのシックステーン・フィルムズ、ホワイ・ノット・プロダクションズ、ワイルド・バンチが行い、英国映画協会とBBCフィルムズが援助した。

## 評価

### 批評家の反応
レビュー収集サイトのRotten Tomatoesでは、103件のレビューで支持率は92%、平均点は7.8/10となった。またMetacriticでは23件のレビューで加重平均値は78/100となった。

### 受賞とノミネート
| 受賞とノミネートの一覧             | 受賞とノミネートの一覧 | 受賞とノミネートの一覧       | 受賞とノミネートの一覧                                     | 受賞とノミネートの一覧 | 受賞とノミネートの一覧 |
| 賞                                 | 授賞式                 | 部門                         | 対象                                                       | 結果                   | 参照                   |
| ---------------------------------- | ---------------------- | ---------------------------- | ---------------------------------------------------------- | ---------------------- | ---------------------- |
| 英国アカデミー賞                   | 2017年2月12日          | 作品賞                       | レベッカ・オブライエン                                     | ノミネート             | [ 13 ]                 |
| 英国アカデミー賞                   | 2017年2月12日          | 助演女優賞                   | ヘイリー・スクワイアーズ                                   | ノミネート             | [ 13 ]                 |
| 英国アカデミー賞                   | 2017年2月12日          | 監督賞                       | ケン・ローチ                                               | ノミネート             | [ 13 ]                 |
| 英国アカデミー賞                   | 2017年2月12日          | オリジナル脚本賞             | ポール・ラヴァーティ                                       | ノミネート             | [ 13 ]                 |
| 英国アカデミー賞                   | 2017年2月12日          | 英国作品賞                   | ポール・ラヴァーティ、ケン・ローチ、レベッカ・オブライエン | 受賞                   | [ 13 ]                 |
| 英国インディペンデント映画賞       | 2016年12月4日          | 英国インディペンデント映画賞 | 『わたしは、ダニエル・ブレイク』                           | ノミネート             | [ 14 ]                 |
| 英国インディペンデント映画賞       | 2016年12月4日          | 監督賞                       | ケン・ローチ                                               | ノミネート             | [ 14 ]                 |
| 英国インディペンデント映画賞       | 2016年12月4日          | 男優賞                       | デイヴ・ジョーンズ                                         | 受賞                   | [ 14 ]                 |
| 英国インディペンデント映画賞       | 2016年12月4日          | 女優賞                       | ヘイリー・スクワイアーズ                                   | ノミネート             | [ 14 ]                 |
| 英国インディペンデント映画賞       | 2016年12月4日          | 新人賞                       | デイヴ・ジョーンズ                                         | ノミネート             | [ 14 ]                 |
| 英国インディペンデント映画賞       | 2016年12月4日          | 新人賞                       | ヘイリー・スクワイアーズ                                   | 受賞                   | [ 14 ]                 |
| 英国インディペンデント映画賞       | 2016年12月4日          | 脚本賞                       | ポール・ラヴァーティ                                       | ノミネート             | [ 14 ]                 |
| カンヌ国際映画祭                   | 2016年5月22日          | パルム・ドール               | ケン・ローチ                                               | 受賞                   | [ 15 ]                 |
| カンヌ国際映画祭                   | 2016年5月22日          | パルム・ドッグ人道賞         | ケン・ローチ (シアという名前の3本足の犬を紹介)             | 受賞                   | [ 15 ]                 |
| デンバー映画祭                     | 2016年11月14日         | 特別審査員賞: 女優部門       | ヘイリー・スクワイアーズ                                   | 受賞                   | [ 16 ]                 |
| ヨーロッパ映画賞                   | 2016年12月10日         | 作品賞                       | 『わたしは、ダニエル・ブレイク』                           | ノミネート             | [ 17 ]                 |
| ヨーロッパ映画賞                   | 2016年12月10日         | 監督賞                       | ケン・ローチ                                               | ノミネート             | [ 17 ]                 |
| ヨーロッパ映画賞                   | 2016年12月10日         | 男優賞                       | デイヴ・ジョーンズ                                         | ノミネート             | [ 17 ]                 |
| ヨーロッパ映画賞                   | 2016年12月10日         | 脚本賞                       | ポール・ラヴァーティ                                       | ノミネート             | [ 17 ]                 |
| イブニング・スタンダード英国映画賞 | 2016年12月8日          | 作品賞                       | 『わたしは、ダニエル・ブレイク』                           | 受賞                   | [ 18 ] [ 19 ]          |
| イブニング・スタンダード英国映画賞 | 2016年12月8日          | 主演男優賞                   | デイヴ・ジョーンズ                                         | ノミネート             | [ 18 ] [ 19 ]          |
| イブニング・スタンダード英国映画賞 | 2016年12月8日          | 助演女優賞                   | ヘイリー・スクワイアーズ                                   | 受賞                   | [ 18 ] [ 19 ]          |
| イブニング・スタンダード英国映画賞 | 2016年12月8日          | 脚本賞                       | ポール・ラヴァーティ                                       | ノミネート             | [ 18 ] [ 19 ]          |
| イブニング・スタンダード英国映画賞 | 2016年12月8日          | パワフルシーン賞             | 『わたしは、ダニエル・ブレイク』                           | 受賞                   | [ 18 ] [ 19 ]          |
| ゴールデン・トマト賞               | 2017年1月12日          | 2016年最高のイギリス映画     | 『わたしは、ダニエル・ブレイク』                           | 3位                    | [ 20 ]                 |
| ロカルノ国際映画祭                 | 2016年8月13日          | 観客賞                       | ケン・ローチ                                               | 受賞                   | [ 6 ]                  |
| ロンドン映画批評家協会賞           | 2017年1月22日          | 作品賞                       | 『わたしは、ダニエル・ブレイク』                           | ノミネート             | [ 21 ]                 |
| ロンドン映画批評家協会賞           | 2017年1月22日          | 英国・アイルランド作品賞     | 『わたしは、ダニエル・ブレイク』                           | 受賞                   | [ 21 ]                 |
| ロンドン映画批評家協会賞           | 2017年1月22日          | 英国・アイルランド男優賞     | デイヴ・ジョーンズ                                         | ノミネート             | [ 21 ]                 |
| ロンドン映画批評家協会賞           | 2017年1月22日          | 英国・アイルランド女優賞     | ヘイリー・スクワイアーズ                                   | ノミネート             | [ 21 ]                 |
| ニューヨーク映画批評家オンライン   | 2016年12月11日         | トップ12作品                 | 『わたしは、ダニエル・ブレイク』                           | 受賞                   | [ 22 ]                 |
| サン・セバスティアン国際映画祭     | 2016年9月24日          | 観客賞: 作品部門             | ケン・ローチ                                               | 受賞                   | [ 23 ]                 |
| ストックホルム国際映画祭           | 2016年11月20日         | 観客賞: 作品部門             | ケン・ローチ                                               | 受賞                   | [ 24 ]                 |
| バンクーバー国際映画祭             | 2016年10月14日         | 国際作品賞                   | ケン・ローチ                                               | 受賞                   | [ 25 ] [ 26 ]          |